# Wurmsamen-Drüsengänsefuß
Der Wurmsamen-Drüsengänsefuß (Dysphania anthelmintica), auch Amerikanisches Wurmkraut genannt, ist eine Pflanzenart aus der Gattung der Drüsengänsefüße (Dysphania) innerhalb der Familie der Fuchsschwanzgewächse (Amaranthaceae). Diese intensiv riechende Pflanzenart wird als Heilpflanze genutzt.

## Beschreibung

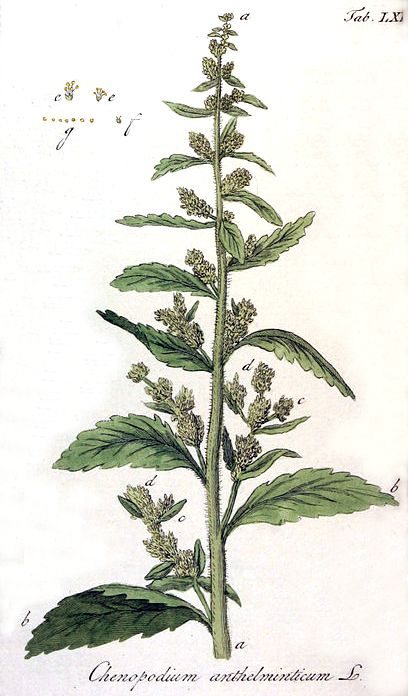
Illustration

### Vegetative Merkmale
Der Wurmsamen-Drüsengänsefuß ist nach Iamonico 2011 ein ausdauernder Strauch (in der Flora of North America irrtümlich als einjährige Pflanze beschrieben) mit Wuchshöhen von 0,4 bis 1 Metern und einer Fläche von 1 bis 2 m2. Die oberirdischen Pflanzenteile sind mehr oder weniger dicht mit Drüsenhaaren bedeckt und er verströmt einen intensiven, unangenehmen Geruch. Der aufrechte oder aufsteigende, grüne oder rötliche Stängel ist verzweigt.
Die unteren Laubblätter sind in Blattstiel und -spreite gegliedert. Die Blattspreite ist bei einer Länge von 5 bis 7 Zentimetern sowie einer Breite von 1,5 bis 3 Zentimetern eiförmig bis lanzettlich mit keilförmiger Basis, zugespitztem oberen Ende und meist gezähntem, seltener ganzrandigem gewimpertem Blattrand. Die oberen Blätter sind sitzend und kleiner (bis 4 Zentimeter lang und etwa 1 Zentimeter breit).

### Blütenstand und Blüte
Die Blütezeit reicht von August bis Oktober (in Italien). Der Blütenstand ist stets zusammengesetzt aus zahlreichen end- und seitenständigen, etwa 3 bis 8 Zentimeter langen Scheinähren. Die Blüten stehen in kugeligen Knäueln von 1,5 bis 3,3 Millimetern Durchmesser. Im Unterschied zum Mexikanischen Drüsengänsefuß sind die Tragblätter fehlend oder nur bis zu 2,2 Millimeter lang, kürzer oder höchstens so lang wie die Knäuel, linealisch und zugespitzt.
Die Blütenhülle besteht aus fünf bis zur Hälfte ihrer Länge miteinander verwachsenen Tepalen. Die Blütenhüllblätter sind bei einer Länge von etwa 0,7 Millimetern eiförmig mit stumpfem oberen Ende, auf dem Rücken gerundet und kahl. Es sind fünf Staubblätter und drei Narben vorhanden.

### Frucht und Samen
Zur Fruchtzeit umgibt die Blütenhülle die bei einem Durchmesser von 1 bis 1,5 Millimetern eiförmige Frucht. Die glatte, drüsige Fruchtwand liegt dem Samen nicht an. Der rötlich-braune, oft vertikale (selten horizontale) Same ist bei einer Länge von 0,7 bis 1 Millimetern sowie einem Durchmesser von 0,5 bis 0,9 Millimetern eiförmig. Die Samenschale ist glatt.

## Pflanzenphysiologie

### Photosyntheseweg
Der Wurmsamen-Drüsengänsefuß ist eine C3-Pflanze mit normaler Blattanatomie.

### Inhaltsstoffe
Die Laubblätter und Samen enthalten ein Ätherisches Öl mit dem Hauptinhaltsstoff Ascaridol, einem Monoterpenperoxid.

## Vorkommen
Der Wurmsamen-Drüsengansefuß ist in Nordamerika (nordöstliche, südöstliche und südliche USA, Mexiko) und in auf karibischen Inseln verbreitet. Entlang der Atlantik- und Golfküste ist er eine der häufigsten Arten und dort vermutlich heimisch. Er besiedelt Sanddünen, Kiefernwälder, Wiesen, Straßenränder und Ruderalstandorte bis zu einer Höhenlage von 1100 Metern.
Kultiviert und eingebürgert kommt diese frostempfindliche Art auch in anderen warm-gemäßigten Regionen vor. In Italien (Region Latium) gilt sie nach Iamonica seit 2011 als eingebürgerter Neophyt. Dort wächst sie auf trockenem Brachland, an Böschungen und Straßenrändern. Sie benötigt Wärme, Trockenheit und volle Besonnung. Ein Vorkommen in Mittel- und Südeuropa an gestörten Standorten ist zu erwarten, erfordert jedoch noch nähere Untersuchungen.
In Deutschland wurde der Wurmsamen-Drüsengansefuß unbeständig als Adventivpflanze im Bundesland Hamburg gefunden.

## Systematik
Dysphania anthelmintica gehört zur Sektion Adenois (Moq.) Mosyakin & Clemants innerhalb der Gattung Dysphania. Sie ist nah verwandt mit dem Mexikanischen Drüsengänsefuß (Dysphania ambrosioides).
Die Erstveröffentlichung dieser Art erfolgte 1753 durch Carl von Linné unter dem Namen Chenopodium anthelminticum in Species Plantarum, Tomus I, S. 220. Die Neukombination zu Dysphania anthelmintica (L.) Mosyakin & Clemants wurde 2002 durch Sergei Mosyakin und Steven Clemants in Ukrajins'kyj Botaničnyj Žurnal, Band 59, 4, S. 382 veröffentlicht.
Weitere Synonyme für Dysphania anthelmintica (L.) Mosyakin & Clemants sind: Ambrina ambrosioides var. anthelmintica (L.) Moldenke, Ambrina anthelmintica (L.) Spach, Atriplex anthelmintica (L.) Crantz, Botrys anthelmintica (L.) Nieuwl., Chenopodium ambrosioides var. anthelminticum (L.) A.Gray, Chenopodium ambrosioides var. anthelminticum (L.) Aellen (comb. superfl.), Chenopodium anthelminticum L., Roubieva anthelmintica (L.) Hook. & Arn.

## Nutzung

### Heilpflanze
Der Wurmsamen-Drüsengänsefuß wird als Heilpflanze vielseitig genutzt. Seine besonders ascaridolreichen Samen oder das daraus gewonnene ätherische Öl (Oleum Chenopodii) waren in der Volksmedizin seit Jahrhunderten als Wurmmittel gebräuchlich und auch gegen Ruhr-Amöben (Dysenterie) wirksam. Wegen der Giftigkeit des ätherischen Öls sollte diese Behandlung unter ärztlicher Überwachung und nicht bei Schwangeren erfolgen.
Ein Aufguss der Blätter wird bei Verdauungsproblemen, Blähungen, Kolik oder Magenschmerzen angewendet (Karminativum). Er wirkt auch gegen Husten (Antiasthmatikum). Äußerlich als Umschlag wird er bei Haemorrhoiden, Insektenstichen oder Schlangenbissen und zur Wundheilung eingesetzt. Er wirkt schmerzlindernd (Analgetikum) und gegen Pilzerkrankungen (antifungal). Als weitere Anwendungen werden Menstruationsstörungen und zur Schwitzkur (Diaphoretikum) genannt.
Die Pflanzenteile können Dermatitis oder andere allergische Reaktionen auslösen<.ref name="PFAF" />
Unter dem Namen Chenopodium anthelminticum wird diese Art in der Homöopathie verwendet.

### Weitere Nutzungen
Der Wurmsamen-Drüsengänsefuß wirkt insektizid und wird gegen Bettwanzen eingesetzt.
Der Wurmsamen-Drüsengänsefuß dient auch als Färbepflanze.